# Pozzoleone
Pozzoleone est une commune italienne de la province de Vicence, dans la région Vénétie.

## Administration
| Période                                  | Période | Identité | Étiquette | Qualité |
| ---------------------------------------- | ------- | -------- | --------- | ------- |
|                                          |         |          |           |         |
| Les données manquantes sont à compléter. |         |          |           |         |

### Hameaux
Friola, Scaldaferro.

### Communes limitrophes
Bressanvido, Carmignano di Brenta, Cartigliano, Cittadella, Nove, San Pietro in Gu, Sandrigo, Schiavon, Tezze sul Brenta.